# بوریس میناسیان
بوریس میناسیان (ارمنی: Բորիս Մինասյան؛ زاده ۱۳۳۹ در تهران) بازیکن فوتبال ارمنی‌تبار اهل ایران بازنشسته در پست هافبک/مهاجم است.

## زندگی‌نامه
بوریس میناسیان در سال ۱۳۳۹ در یک خانواده ورزشی در محله نادرشاه تهران به دنیا آمد و تحصیلات خود را در مدرسه ارامنه گوهر آغاز کرد. میناسیان علاوه بر فوتبال عنوان کاپیتانی تیم والیبال مدرسه، و پنج دوره قهرمانی آموزشگاه‌های ناحیه ۱۴ و عضویت در تیم منتخب آموزشگاه‌های استان، همچنین قهرمانی سه دوره مسابقات تنیس روی میز آموزشگاه‌های ناحیه ۱۴ را نیز در کارنامه ورزشی خود ثبت کرده‌است. اما در زمینه فوتبال، وی سابقه حضور در تیم آرمن و تیم فوتبال آرارات تهران به مدت ۱۷ سال در تمام پایه‌ها و تیم پاس به مربی گری حسن حبیبی را دارد. حضور در پنج دوره مسابقات جوانان و راه‌یابی به دسته یک باشگاه‌های تهران با باشگاه فوتبال آرارات تهران و قهرمانی مسابقات المپیک ارامنه با تیم آرمن از افتخارات فوتبالی اوست. شیرین‌ترین خاطره ورزشی این مهاجم، زدن گل تساوی مقابل استقلال در سال ۱۳۶۰ است. بوریس کوچک‌ترین عضو برادران میناسیان، آریس میناسیان عضو اسبق تیمهای «آرمن، آرارات» و مائیس میناسیان عضو اسبق تیمهای (آرمن، آرارات، تاج، پاس، تیم ارتش، تیم ملی ایران) می‌باشد.

## باشگاهی
از باشگاه‌هایی که در توپ زده‌است می‌توان آرارات تهران را اشاره کرد.